# Nasiriyya (Sufi-Orden)
Die Nasiriyya (auch Nasiriya, arabisch ناصرية, DMG Nāṣiriyya, französisch Zaouïa Naciria) ist ein islamischer Sufi-Orden (Tariqa), der von Muhammad ibn Nasir (arabisch محمد بن ناصر الدرعي, DMG Muḥammad bin Nāṣir ad-Dar‘ī; 1603–1674) im Dorf Tamegroute am Südende des Wadi Draa in Marokko gegründet wurde und dort zu dessen Lebenszeit zum einflussreichsten Orden aufstieg.

## Ordensgründer
Im Dorf Tamegroute (maghrebinisch-arabisch تمگروت, DMG Tamagrūt) bestand seit 1575 die nach Abu Hafs 'Umar ibn Ahmad al-Ansārī, der aus der Zawiya (Ordenszentrum, hier allgemein: Sufi-Orden) von Saiyid al-Nās kam, benannte Ansārī-Zawiya. Muhammad ibn Nasir entstammte einer unbekannten Familie und wurde als Islamgelehrter 1646 Scheich (Šaiḫ) dieser Ansārī-Zawiya. Er ist bis heute einer der bekanntesten Missionare der Marabout, einer Gemeinschaft von Glaubenskämpfern, die einen sufischen Islam unter den Berbern in den abgelegenen südmarokkanischen und algerischen Bergregionen verbreiteten. Sidi Muhammad sah sich in der Tradition des im 13. Jahrhundert gegründeten Schadhiliyya-Ordens, von dessen Namensgeber Abu-l-Hassan ash-Shadhili er seine Silsila (geistige Abstammungskette) herleitete. Im Gegensatz zu anderen Ordensführern beanspruchte er nie die direkte Abstammung vom Propheten, sondern erklärte, dass alle Awliyā (Plural von Wali, heilige Männer) dem Propheten Mohammed gleichermaßen nahestünden. Dies würde dessen übergroße Verehrung durch die Anhänger der Nasiriyya erklären. Viele Gläubige wurden durch die Einfachheit der Lehre und das zu erhaltende Baraka (religiöse Kraft) angezogen.
Das Ordenszentrum in Tamegroute ist noch immer lokal einflussreich, dort werden wie in anderen Zawiyas in den umliegenden Dörfern regelmäßig abendliche Dhikr-Rezitationen veranstaltet. In der Bibliothek werden kostbare Handschriften aufbewahrt, Sidi Muhammad selbst hinterließ zahlreiche Gedichte und religiöse Abhandlungen.

## Ausbreitung
Der Nasiriyya-Orden verbreitete sich und mit ihm der Sufismus unter den Berbern bis nördlich des Hohen Atlas und bis in den schwarzafrikanischen Süden. Der Stammsitz des Ordens lag strategisch günstig am Handelsweg von Tindouf im Süden, über Tafilet bis zur algerischen Mittelmeerküste (für den Handel mit Europa), erlangte die Kontrolle über Ackerland und Wasserressourcen und wurde damit im 17. Jahrhundert zu einer politischen und wirtschaftlichen Macht. Händlern und Geschäftsleuten wurde innerhalb der Zawiya ein Marktplatz und eine geschützte Unterkunft geboten. Für die Bevölkerung bot der Orden religiöse Führung, militärische Verteidigung und Warenaustausch. Der Orden wurde durch Geschenke von Gönnern reich. Von dem eingenommenen Gold und Silber kaufte der Sohn und Nachfolger des Gründers, Ahmed ibn Nasir (Ahmed al-Khalifa, 1647–1717), weitere Ländereien und ließ neue Schulen, Herbergen und Warenlager bauen.
Die zunehmende Politisierung der Sufi-Orden und Einflussnahme auf das weltliche Geschehen begann schon vor der Nasiriyya-Bewegung und lässt sich auf die Lehren des Sufi-Führers Muhammad al-Jazuli († 1465) aus dem Berberstamm der Jazula in Südmarokko zurückführen. Die Nasiriyya übernahmen teilweise auch die Organisationsstruktur von dort.
Zusammen mit den Marabout-Orden anderer Berberstämme gelang es unter Führung von Abu Bakr ibn Muhammad, dem letzten Scheich der Dila-Zawiya, Mitte des 17. Jahrhunderts im Kampf gegen die Dynastie der Saadier das Zentrum Marokkos bis zum Atlantik zu erobern. Die vereinten Berber konnten 1646 in einer Schlacht die sich allmählich gegen die Saadier durchsetzenden Alawiden schlagen. Nach dem Sieg der Alawiden gegen Abu Bakr 1668 war die Berber-Herrschaft in Marokko endgültig gebrochen. Die politische Macht der Orden war gebrochen, wirtschaftlich blieben die Nasiriyya weiterhin einflussreich. Einige spätere Ordensführer besaßen als Volksheilige Bedeutung und blieben im Gedächtnis. In Zeiten des Bürgerkrieges waren die Zawiyas Zufluchtsorte, und die Marabout repräsentierten die einzige Autorität und Machtstruktur.
Der sechste Scheich der Nasiriyya, Yusuf ibn Nasir († 1783) war 1767 bei der Eröffnung des Hafens Essaouira für den ausländischen Handel dabei und veranlasste unter seinem Namen den Bau der größten Moschee der Stadt. Gegen Ende des 18. Jahrhunderts gingen die guten Beziehungen zu europäischen Händlern teilweise an die Tashelhiyt-Berber von Tazerwalt (Südmarokko) verloren. Nach dem Tod von Yusuf erlangte der Alawiden-Sultan Mulai Muhammad (1710–1790) stärkeren Einfluss über die Nasiriyya. Das Verhältnis der Nasiriyya-Führung zu den Alawiden war zwischen Ablehnung und Kollaboration gespalten. Anfang des 19. Jahrhunderts erwuchs der Nasiriyya mit dem politisch einflussreich werdenden Tidschani-Orden ein neuer Gegner. Die Nasiriyya behielten zwar ihre marktbeherrschende Stellung über den Hafen Essaouira und die Handelsroute durch das Wadi Draa, dennoch kam es in den 1820er Jahren zur offenen Konfrontation mit den Tidschaniya. Nach dem französischen Einmarsch 1830 in Algerien boten sich für die marokkanischen Sultane die Nasiriyya-Ordensleute als Vermittler im kulturübergreifenden Handel an. Die Beziehungen zur Kolonialmacht waren nach französischen Quellen eng und wurden mit Geschenken belohnt.
Ferner wird Sīdī ʿAli ibn Yussef, der siebte Scheich, der in Tamegroute lebte verehrt. In den 1980er Jahren kamen über 10.000 Wallfahrer zu seinem Jahrestag (mausim). Für den elften Scheich, Ahmed ibn Abi Bakr, der den Orden in Tamegroute 1907 bis 1919 leitete, wird ebenfalls eine jährliche Wallfahrt veranstaltet.